# مسألة مونتي هول

بحثًا عن السيارة، يختار اللاعب أحد الأبواب، فلنفترض أنه أختار الباب رقم 1. يفتح مضيف اللعبة بعده إحدى الأبواب الأخرى، ويختار الباب الذي يوجد وراءه الماعز، بعد ذلك، يعرض المضيف على اللاعب فرصة تغيير اختياره إلى الباب 2.

مسألة مونتي هول (بالإنجليزية: Monty Hall problem) هي لغز احتمالات ظهرت في البرنامج التلفزيوني الأمريكي للألعاب دعونا نعقد صفقة (بالإنجليزية: Let's Make a Deal). أتى اسم هذه المسألة من اسم المضيف مونتي هول. هذه المسألة تسمى أيضًا مفارقة مونتي هول (بالإنجليزية: Monty Hall paradox). فبما أنها مفارقة حقيقية فإن طريقة حلها غير قابلة للتوقُع.
نشر التعبير المشهور لهذه المسألة في مجلة باريد(بالإنجليزية: Parade):
فبما أن اللاعب لا يعرف ما وراء تلك الأبواب، ولا يعرف ما هو باب الفوز من البابين المتبقيين، سيفترض أكثر الناس بأن لدى كل باب نفس عدد الاحتمالات، وبالتالي سيعتقد بأن تغيير اختياره المبدئي لن يفيده مطلقاً. في الحقيقة، من المفترض على اللاعب أن يغير اختياره، لأن بفعله ذلك سيضاعف احتمالية فوزه بالسيارة من 1/3 إلى 2/3.
فبمعنى أبسط، يكون لدى اللاعب احتمال مقداره 2/3 لاختيار الماعز. فاللاعب الذي يختار وأصر على اختياره بدون تغيير، سيكون لديه فرصة مقدارها 1/3 للفوز بالسيارة. أما اللاعبون الذي يغيرون اختيارهم فسيحصلون على عكس ما يتوقعونه، سيكون لديهم فرصة مقدارها 2/3 للفوز بالسيارة.
عندما ظهرت المسألة وحلها في مجلة باريد كتب ما يقارب من 10,000 قارئ - ومن ضمنهم قرابة 1,000 شخص من حملة شهادات الدكتوراة - إلى المجلة مدعين بأن الحل المنشور في المجلة هو حل خاطئ. كان سبب بعض ذلك الجدال هو أن نسخة المسألة التي كانت موجودة في مجلة باريد غامضة فنياً. بالإضافة إلى أنها لم تذكر بعض الجوانب التي يسلكها المضيف، فمثلاُ ما إذا كان على المضيف أن يفتح الباب أو عليه أن يقدم عرضًا لتغيير الاختيار. نسخ مختلفة من هذه المسألة التي تنطوي على هذه الافتراضات وبعض الافتراضات الأخرى - مثل أن يختار المضيف السيارة بدلاً من الماعز - تمت مناقشتها في بعض الأدبيات الرياضياتية.
إن مسألة مونتي هول المعيارية هي مكافئة رياضياتية لمسألة السجناء الثلاثة. كلتا هاتين المسألتين تكافئان مسألةً أكثر قدمًا وهي مفارقة صندوق بيرتراند. إن هذه المسائل، وبعض المسائل الأخرى التي تنطوي على توزيع غير متساوي من الاحتمالات، مشهورة بصعوبتها على الناس العامة في أن يتوصلوا إلى حلها بشكل صحيح. تمت العديد من الدراسات النفسية حول هذه المسائل، فأعطي حل مسألة مونتي هول وتفسيراتها ومحاكياتها وبراهينها الرياضياتية الرسمية للعديد من الناس، وكانت النتيجة إن العديد منهم يختارون جوابهم الصحيح بعدم ثقة.

## المسألة
كتب ستيف سيلفين رسالة إلى أمريكان ستاتيستيشين (بالإنجليزية: The American Statistician) في عام 1975 يصف فيها أن المسألة تعتمد بشكل مطلق على برنامج الألعاب «دعونا نعقد صفقة Selvin 1975a». ثم أطلق على هذا المسألة في رسالة لاحقة اسم «مسألة مونتي هول» (Selvin 1975b). المسألة هي مكافئة رياضياتية (Morgan et al., 1991) لمسألة السجناء الثلاثة التي وُصِفَت في عمود الألعاب الرياضياتية لمارتن غاردنر في ساينتفك أمريكان في 1959 (Gardner 1959a).
أُعيدت صياغة مسألة مونتي هول إلى شكلها المشهور بواسطة سيلفين في رسالة إلى عمود أسأل مارلين (بالإنجليزية: Ask Marilyn) لمارلين فوس سافانت في مجلة باريد:
هناك بعض الغموض في صياغة هذه المسألة: فهي لم توضح فيما إذا كان على المضيف دائماً أ يفتح باباً آخر أو لا، أو هل عليه دائماً أن يعرض الفرصة للاعب للقيام بالتغيير، أو هل يمكن للمضيف فتح الباب الذي يوجد وراءه السيارة أو لا (Mueser and Granberg 1999). يفترض التحليل المعياري لهذه المسألة بأن المضيف دائماً مقيد بفتح الباب الذي وراءه الماعز، وهو مجبر أيضاً بالعرض على اللاعب فرصة لتغيير أختياره، ويُجبر أيضاً بفتح واحد من البابين المتبقيين بشكل عشوائي إذا اختار اللاعب الباب الذي وراءه السيارة (Barbeau 2000:87). ولذلك سيكون التعبير الأكثر دقةً للمسألة هو كالتالي:
لاحظ بأن اللاعب قدً يختار مبدئياً أيا من الأبواب الثلاثة (ليس فقط الباب ذا الرقم 1)، ولاحظ بأن المضيف سيفتح لك باباً آخر كاشفاً لك الماعز (ليس بالضرورة بأن يكون الباب ذا الرقم 3)، ولاحظ بأنه سيعطي للاعب فرصة ثانية بين البابين المفتوحين المتبقيين. فمهما أختلفت أرقام الأبواب، فهي ستؤدي في النهاية إلى نفس النتيجة.

## الحل الشعبي
توضع السيارة والماعزتين خلف الأبواب الثلاثة، بحيث يوضع السيارة بشكل عشوائي خلف أحد الأبواب وتوزع الماعزتين خلف البابين المتبقيين، ثم يختار اللاعب أحد الأبواب مبدئياً. في التحليل الشعبي، يكون أرقام الأبواب غير مأخوذة في عين الاعتبار؛ حيث لدى اللاعب، الذي قد اختار إحدى هذه الأبواب، 1/3 فرصة لربح السيارة، ولديه أيضاً 1/3 فرصة للفوز لكل ماعز. من المفترض بأنه إذا فتح المضيف أحد الأبواب المتبقية لكشف الماعز، فلن يكون هناك أي معلومة جديدة حول ما وراء الباب الذي قد أختاره اللاعب، لأن «البايزية السليمة» (بالإنجليزية: proper Bayesian) ترى ان احتمالية كون السيارة خلف الباب الذي اختاره هي 1/3، لكن تكون احتمالية العثور على السيارة خلف الباب المتبقي هو 2/3. لذلك إذا غير اللاعب اختياره ستكون فرصة فوزه بالسيارة عالية مع فرصة مقدارها 2/3. لذلك على اللاعب دائماً أن يقوم بتغيير الباب الذي اختاره مسبقاً (Wheeler 1991; Mack 1992; Schwager 1994; vos Savant 1996:8).
| 1.                       |                                    | \| يكشف المضيف إحدى المواعز \| | \| يكشف المضيف إحدى المواعز \| |
|                          | اللاعب يختار السيارة (احتمال 1/3)  |                                | يقع التغيير على الماعز الآخر.  |
| 2.                       |                                    | يجب على المضيف كشف الماعز B    |                                |
|                          | يختار اللاعب الماعز A (احتمال 1/3) |                                | يفوز بالتغيير.                 |
| 3.                       |                                    | يجب على المضيف كشف الماعز A    |                                |
|                          | يختار اللاعب الماعز B (احتمال 1/3) |                                | يفوز بالتغيير.                 |
| يكشف المضيف إحدى المواعز |                                    |                                |                                |

| يكشف المضيف إحدى المواعز |

## انتقادات للحل التقليدي
الأساليب الموجودة في الأعلى تنطبق على جميع اللاعبين في بداية اللعبة بغض النظر عن أي باب سيختاره المضيف، وعلى وجه التحديد، قبل أن يفتح المضيف الباب ويعطي للاعب الخيار بتغيير اختياره (Morgan et al. 1991). هذا يعني أنه لو اختار عدد كبير من اللاعبين الأبواب عشوائياً وخُيّر لهم بإما الإبقاء على إختيراهم أو تغييرها، فسيكون هناك قرابة 1/3 منهم سيختارون البقاء على أختيارهم المبدئي و 2/3 منهم سيختارون التغيير للفوز بالسيارة. تم التحقق من هذه النتيجة تجريبياً وذلك باستعمال الحواسيب وتقنيات المحاكاة الأخرى (أنظر المحاكاة في الأسفل). ومع ذلك، ينتقد بعض الإحصائيين هذا الحل لأن هذا الجواب يكون خاطئاً للمسألة التي تم ذكرها في الأعلى، بالإضافة إلى أنها لا تُفيَم احتمال اللاعب بالفوز بالتغيير في ضوء المعلومات الإضافية التي أُعطيت من الباب الذي فتحه المضيف كاشفاً الماعز. فعلى سبيل المثال وكما ذُكر في المسألة، إذا أختار اللاعب الباب ذو الرقم 1 والمضيف فتح الباب ذو الرقم 3؛ فمن المحتمل أن يقدم الباب الذي فتحه المضيف معلوماتاً أكثر للاعب عن احتمالية كون السيارة خلف الباب الذي أختاره اللاعب أصلاً، هذا إذا كان لدى اللاعب نموذج احتمالي لكيفية اختيار المضيف للأبواب عندما يختار اللاعب الباب الذي وراءه السيارة.
تحت تأثير بعض المجموعات من الافتراضات في اللعبة، التي من ضمنها اختيار المضيف عشوائياً بين البابين المتبقيين بنسب احتمالية متساوية، فلن يحصل المتسابق على أي معلومات جديدة التي تجعله يفوز باحتمال 1/3 بالبقاء على الأختيار المبدئي (Granberg 1996)، وبالتالي ينطبق هذا الحل أيضاً بشكل صحيح على القرارات وعلى احتمالات الفوز بعد أن يفتح المضيف الباب الذي وراءه ماعز. وكذلك، إذا كانت الشروط أكثر عمومية، إياُ كانت، فسوف نحتاج أيضاً إلى حلول أكثر عمومية (Morgan et al. 1991).

## الحل الشرطي
الحل الشعبي الذي ذُكر في الأعلى يقول بأن احتمال الفوز لأي لاعب يقوم بتغيير اختياره المبدئي إلى اختيار آخر هو 2/3، ولكن هذا لا يعني بالضرورة بأن يكون احتمالية الفوز بالتغيير هي 2/3 دائماً فهذه الاحتمالية تعتمد على الباب الذي سيفتحه المضيف. هذه الاحتمالية هي نوع من الاحتمالات الشرطية (Morgan et al. 1991; Gillman 1992; Grinstead and Snell 2006:137). فالاختلاف موجود فقط في التحليل المذكور في الأعلى، فيما إذا كان التحليل يأخذ جميع السيناريوهات بعين الاعتبار أو فقط السيناريوهات التي يفتح فيها المضيف باباً محدداً. أو بتعبير مختلف، هل يأخذ التحليل بعين الاعتبار الوقت الذي يقوم فيه اللاعب بتغيير اختياره، أي قبل أن يفتح المضيف الباب، أو أنه سيقرر بعد رؤية الباب الذي سيفتحه المضيف (Gillman 1992). الاحتمال الشرطي قد يختلف عن الاحتمال الإجمالي وذلك اعتماداً على الصيغة الدقيقة للمسألة.

مخطط شجري يعرض النتائج المحتملة فيما إذا اختار اللاعب مبدئياً الباب ذو الرقم 1

الاحتمالات الشرطية للفوز يمكن أن تُعرف وذلك اعتماداً على أي باب سيفتحه المضيف، فالشكل الموسع الموجود أدناه أو المخطط الشجري الموجود في اليسار يمكن أن تبين احتمالات الفوز والقرارات المتكافئة (Chun 1991; Grinstead and Snell 2006:137-138). فعلى سبيل المثال، إذا فتح المضيف الباب ذو الرقم 3 وغير اللاعب اختياره، فإن اللاعب سيفوز باحتمالية إجمالية مقدارها 1/3 إذا كانت السيارة خلف الباب ذو الرقم 2 وسيخسر باحتمالية إجمالية مقدارها 1/6 إذا كانت السيارة موجودة خلف الباب ذو الرقم 1 —هذا الشرح سيكون خاطئاً إذا فتح المضيف الباب ذو الرقم 2-. لكي نقوم بتحويلها إلى احتمالات شرطية، علينا أن نقوم بتقسيمها على مجموعها، وبالتالي يكون الاحتمال الشرطي للفوز بالتغير عندما يختار اللاعب الباب ذو الرقم 1 وعندما يفتح المضيف الباب ذو الرقم 3 هي (1/3)/(1/3 + 1/6)، التي تساوي 2/3. هذا التحليل يعتمد على تقييد المضيف الذي ذُكر في حالة المسألة الواضحة عندما يختار اللاعب السيارة مبدئياً، ويضظر فيها بأن يختار أي باب عشوائياً ليقوم بفتحه.
لقد عرض مورغان وآخرون (1991) وجيلمان (1992) حل أكثر عموماً وذلك عندما يكون فيه المضيف غير مقيد بالاختيار عشوائياً إذا اختار اللاعب السيارة مبدئياً، وقاما يتفسير واضح لللتعبير المشهور للمسألة التي ذُكرت في مجلة باريد. ففيها يعبران عن السيناريو الذي سيختار فيه المضيف الباب الذي يحب عليه أن يفتحه، ورمزا الأفضلية بالاحتمال q، التي تمتلك قيمة بين 0 و 1. إذا اختار المضيف عشوائياً فأن q سيكون بمقدار 1/2 ويكون احتمالية الفوز بالتغيير هو 2/3 بغض النظر عن أي باب سيفتحه المضيف. وإذا اختار اللاعب الباب ذو الرقم 1 فإن أفضلية المضيف للباب 3 هي q، إذاً، في حالة فتح المضيف للباب ذو الرقم 3 سيكون الاحتمال الإجمالي للفوز بالتغيير هو 1/3 هذا إذا كانت السيارة خلف الباب ذو الرقم 2، ويكون الاحتمال الإجمالي للخسارة هو (1/3)q عندما تكون السيارة خلف الباب ذو الرقم 1. إن الاحتمال الشرطي للفوز بالتغيير الذي يختار فيه المضيف الباب ذو الرقم 3 هو (1/3)/(1/3 + (1/3)q) التي تُبسط إلى 1/(1+q). حيث يكون q متراوحة بين 0 و 1 وبالتالي يتراوح الاحتمال الشرطي هنا بين 1/2 و 1. هذا يعني أنه حتى ولو لم نقم بتقييد المضيف بالاختبار العشوائي إذا أختار اللاعب مبدئياً السيارة، فإن اللاعب ليس أسوأ حالاً عندما يقوم بالتغيير.
| السيارة مختبئة خلف الباب ذو الرقم 3                                                        | السيارة مختبئة خلف الباب ذو الرقم 1                                                        | السيارة مختبئة خلف الباب ذو الرقم 1                                                        | السيارة مختبئة خلف الباب ذو الرقم 2                                                        |
| اللاعب يختار مبدئياً الباب ذو الرقم 1                                                       | اللاعب يختار مبدئياً الباب ذو الرقم 1                                                       | اللاعب يختار مبدئياً الباب ذو الرقم 1                                                       | اللاعب يختار مبدئياً الباب ذو الرقم 1                                                       |
| ------------------------------------------------------------------------------------------ | ------------------------------------------------------------------------------------------ | ------------------------------------------------------------------------------------------ | ------------------------------------------------------------------------------------------ |
| اللاعب يختار الباب 1 والسيارة خلف الباب 3                                                  | اللاعب يختار الباب 1 السيارة خلفها                                                         | اللاعب يختار الباب 1 السيارة خلفها                                                         | اللاعب يختار الباب 1 والسيارة خلف الباب 2                                                  |
| يجب على المضيف فتح الباب ذو الرقم 2                                                        | المضيف يفتح أحد الأبواب عشوائياً التي يوجد خلفها الماعز                                     | المضيف يفتح أحد الأبواب عشوائياً التي يوجد خلفها الماعز                                     | يجب على المضيف فتح الباب ذو الرقم 3                                                        |
| يجب على المضيف فتح الباب 2 إذا اختار اللاعب الباب 1 وكانت السيارة خلف الباب 3              | يجب على المضيف فتح الباب 2 نصف المرة إذا اختار اللاعب الباب 1 وكانت السيارة خلفها          | يجب على المضيف فتح الباب 3 نصف المرة إذا اختار اللاعب الباب 1 وكانت السيارة خلفها          | يجب على المضيف فتح الباب 3 إذا اختار اللاعب الباب 1 وكانت السيارة خلف الباب 2              |
| احتمال 1/3                                                                                 | احتمال 1/6                                                                                 | احتمال 1/6                                                                                 | احتمال 1/3                                                                                 |
| يفوز بالتغيير                                                                              | يخسر بالتغيير                                                                              | يخسر بالتغيير                                                                              | يفوز بالتغيير                                                                              |
| إذا فتح المضيف الباب ذو الرقم 2، فإن احتمال الفوز بالتغيير هي الضعف عندما يبقى على اختياره | إذا فتح المضيف الباب ذو الرقم 2، فإن احتمال الفوز بالتغيير هي الضعف عندما يبقى على اختياره | إذا فتح المضيف الباب ذو الرقم 3، فإن احتمال الفوز بالتغيير هي الضعف عندما يبقى على اختياره | إذا فتح المضيف الباب ذو الرقم 3، فإن احتمال الفوز بالتغيير هي الضعف عندما يبقى على اختياره |